# Obština Sredec
Obština Sredec (bulharsky Община Средец) je bulharská jednotka územní samosprávy v Burgaské oblasti. Leží v jihovýchodním Bulharsku mezi Burgaskou nížinou na severu a pohořím Strandža u hranice s Tureckem. Sídlem obštiny je město Sredec, kromě něj zahrnuje obština 32 vesnic. Žije zde přes 12 tisíc stálých obyvatel.

## Sídla
| - Belevren - Belila - Bistrec - Bogdanovo - Debelt - Dolno Jabălkovo - Dračevo - Draka - Ďulevo - Fakija - Goljamo Bukovo | - Gorno Jabălkovo - Graničar - Granitec - Kirovo - Kubadin - Malina - Momina Cărkva - Orlinci - Pănčevo - Prochod - Radojnovo | - Rosenovo - Siňo Kamene - Slivovo - Sredec (sídlo správy) - Suchodol - Svetlina - Trakijci - Vălčanovo - Varovnik - Zagorci - Zornica |

## Sousední obštiny
| Růžice kompasu | Straldža  | Karnobat       | Kameno  | Růžice kompasu |
| Růžice kompasu | Boljarovo | Sever          | Sozopol | Růžice kompasu |
| Růžice kompasu | Boljarovo | Obština Sredec | Sozopol | Růžice kompasu |
| Růžice kompasu | Boljarovo | Jih            | Sozopol | Růžice kompasu |
| Růžice kompasu |           | Malko Tărnovo  |         | Růžice kompasu |

## Obyvatelstvo
V obštině žije 12 469 stálých obyvatel a včetně přechodně hlášených obyvatel 14 229. Podle sčítáni 1. února 2011 bylo národnostní složení následující:
- Bulhaři: 10 912 (81.9 %)
- Romové: 2 063 (15.5 %)
- Turci: 230 (1.7 %)
- ostatní: 115 (0.9 %)